# Torregorda
Torregorda es una torre militar de la provincia de Cádiz, ubicada entre Cádiz y San Fernando. La torre originariamente se construyó a principios del siglo XVII, quizás sobre restos de las primitivas torres y almadraba de Hércules que se levantaba en este mismo paraje. Formaba parte del sistema de torres que vigilaban la costa y a través de las cuales podían transmitirse rápidamente las alertas mediante ahumadas u hogueras. Torregorda mantenía contacto visual al menos con las de Sancti Petri, Torre Alta y San Sebastián. En torno a la torre se construiría la batería en la primera mitad del siglo XVIII. Su frente semicircular dirigía la artillería hacia mar abierto y al mismo tiempo protegía el camino entre Cádiz y San Fernando que discurría junto a la misma. Posteriormente debió ser reformada en las actuaciones relacionadas con la llegada de las tropas napoleónicas, incorporándose el foso perimetral y modificándose el frente de tierra. Para evitar que sirviera de referencia al enemigo durante la guerra con EE. UU., la torre fue demolida hasta el basamento macizo en 1898, y sobre este se construiría la actual en 1932. La batería, en buen estado aunque con el foso parcialmente ocupado, ha perdido del flanco norte el parapeto y el muro del foso.
De 1805 a 1820, el torreón de Torregorda tuvo instalado un telegráfo óptico militar, del sistema del ingeniero de ejército Francisco Hurtado (enlace roto disponible en Internet Archive; véase el historial, la primera versión y la última). (aunque fue inventado por el marqués de Ureña). La maquinaria óptica de Hurtado estaba formada por un mástil que tenía dos aspas móviles, con los que se enviaban mensajes visuales (observados por anteojos acromáticos) que una línea de torres ópticas repetía hasta la torre del Gobierno militar de Cádiz (ó telégrafo principal). Las cuatro líneas ópticas de Cádiz comunicaban al gobernador militar de Cádiz con las principales poblaciones cercanas: Sanlúcar de Barrameda, Jerez de la Frontera, Medina Sidonia y Chiclana de la Frontera.
De 1850 a 1857, el mismo torreón de Torregorda tuvo instalado un telégrafo óptico civil (torre n.º 58) del brigadier Mathé que se comunicaba con el torreón de Puertatierra (torre n.º 57), repitiendo sus mensajes desde Cádiz a Madrid, a través de una línea telegráfica que atravesaba las provincias andaluzas de Sevilla y Córdoba, y desde allí por Ciudad Real y Toledo continuaba hasta la Puerta del Sol de Madrid. En 1853, la Línea telegráfica de Andalucía, dependiente del Ministerio de la Gobernación, se amplió con una torre óptica n.º 59 en San Fernando (actualmente llamada Torrechica). La maquinaria Mathé estaba compuesta por una esfera móvil que indicaba un código numérico, que cada torre repetía mediante su observación por anteojos acromáticos.